# Dharwad

Distriktets läge i Karnataka.

Dharwad (äldre namn Dharwar eller Dharvar) är ett distrikt i den indiska delstaten Karnataka. Det administrativa centret är belägen i Dharwad som numera ingår i Hubballi-Dharwad, delstatens näst största stad.
Under brittisk tid var Dharwad ett distrikt i presidentskapet Bombay. Distriktet, som i väster är bergigt (se Västra Ghats) och i öster fruktbart, är bekant för sin stora bomullsproduktion. 